# Église Saint-Sévère de Bourron-Marlotte
L’église Saint-Sévère, est un édifice religieux catholique situé à Bourron-Marlotte, en France. Il est partiellement inscrit aux monuments historiques depuis 1926.

## Situation et accès
L’édifice est situé sur un espace surélevé, entre la rue du Général-de-Gaulle et la ruelle du Pressoir, à l’ouest de Bourron-Marlotte. Plus largement, il se trouve dans le département de Seine-et-Marne, en région Île-de-France.

## Histoire
La fondation de l’église remonte au XIIe siècle. Entre 1850 et 1860, elle subit une importante restructuration l’aménant à changer d’orientation et un agrandissement.

## Statut patrimonial et juridique
Le transept et la nef de l’église font l’objet d’une inscription au titre des monuments historiques par arrêté du 18 mars 1926, en tant que propriété de la commune.